# Brauerei Kaiserdom

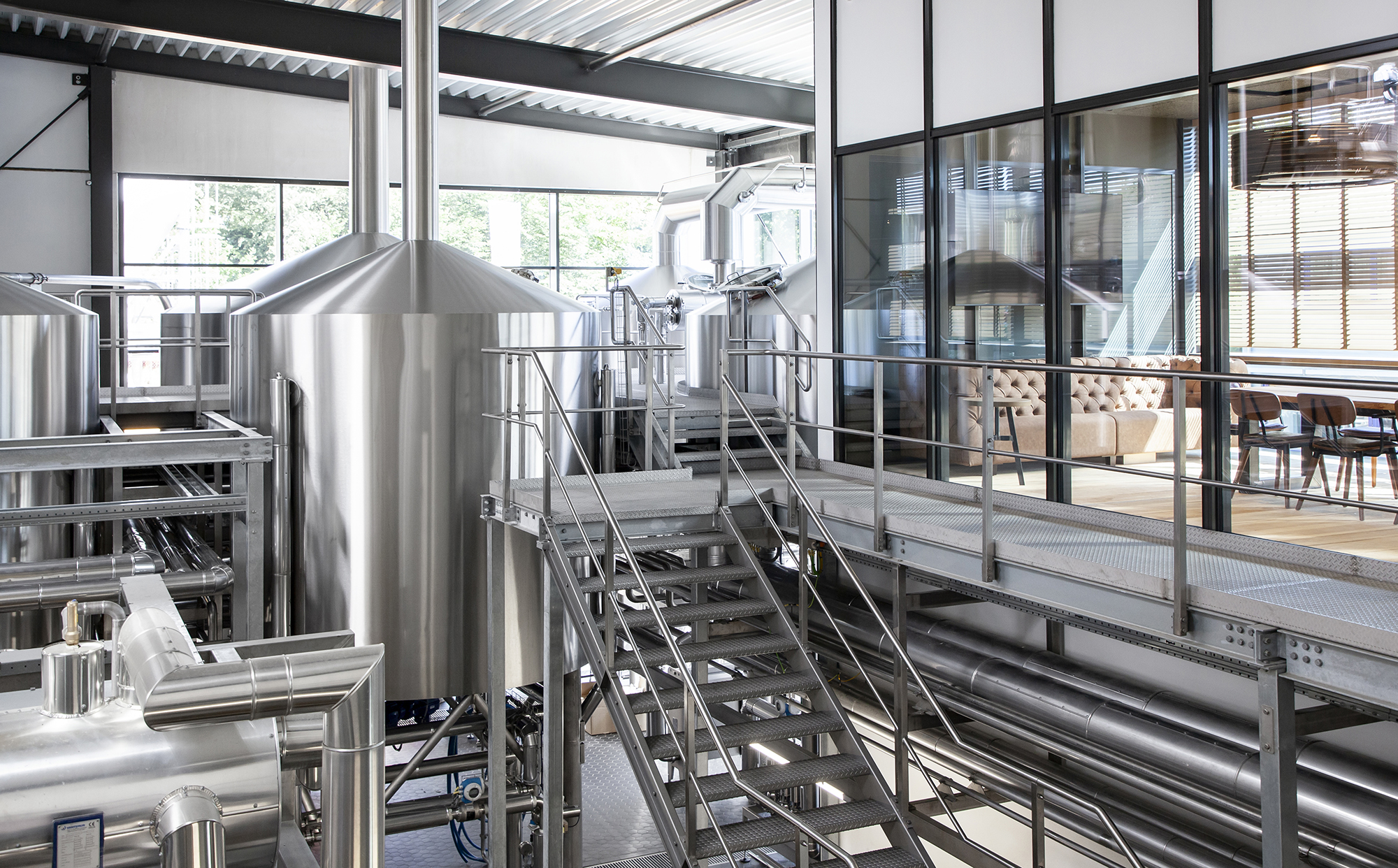
Innenansicht des Sudhauses

Die Kaiserdom Specialitäten Brauerei GmbH Bamberg ist eine Brauerei im oberfränkischen Bamberg. Die Brauerei vertreibt ihre Biere unter dem Markennamen "Kaiserdom".
1718 erhielt Georg Morg, Wirt vom „Unteren Wirtshaus“ in Gaustadt und Lehensnehmer vom Benediktinerkloster St. Michelsberg, die Erlaubnis, ein Brauhaus zu errichten. Um 1900 war die Brauerei nach dem damaligen Besitzer benannt und hieß Müller´sche Brauerei, bis sie 1910 an den Schwiegersohn Georg Wörner verkauft wurde. Seitdem ist die Kaiserdom Privatbrauerei, die anfangs Brauerei Wörner und danach Bürgerbräu hieß, im Besitz der Familie Wörner. Aktuell wird sie in fünfter Generation von Felix Wörner geleitet. Ende der 1970er Jahre begann neben dem Vertrieb in Deutschland der Aufbau des internationalen Exports. Mittlerweile wird das Bier in alle Kontinente exportiert und ist in über 60 Ländern zu erwerben. Mit einer Produktionskapazität von ca. 320.000 hl. ist die Brauerei Kaiserdom die größte Brauerei in Bamberg und Umgebung. 2018 feierte die Brauerei ihr 300-jähriges Bestehen.

## Produkte
Die Brauerei stellt folgende Biere her:
- Kaiserdom Helles
- Kaiserdom Pilsener
- Kaiserdom Hefe-Weißbier
- Kaiserdom Dark Lager
- Kaiserdom Kellerbier
- Kaiserdom Strong
- Kaiserdom Lager

Alkoholfreie Biersorten bzw. Biermixgetränke mit 0,0 % vol:
- Kaiserdom Helles 0,0 %
- Kaiserdom Lager 0,0 %
- Kaiserdom Hefe-Weißbier 0,0 %
- Kaiserdom Pink Grapefruit 0,0 %
- Kaiserdom Lemon 0,0 %